# Orrore
Per orrore si intende un sentimento di forte paura e ribrezzo destato da ciò che appare crudele e ripugnante in senso fisico o morale. Per estensione, orrore può indicare un fatto, un oggetto o una situazione che desta tale sentimento.
Il tema dell'orrore è ricorrente nella letteratura (il romanzo gotico ne è un esempio) e nel cinema.

## Psicoanalisi
Freud paragonò l'esperienza dell'orrore a quella del perturbante.
Sulla sua scia, Georges Bataille vide l'orrore simile all'estasi nella sua trascendenza del quotidiano; come un modo per andare oltre la coscienza sociale razionale. Julia Kristeva a sua volta considerava l'orrore un'esperienza evocativa degli aspetti primitivo, infantile e demoniaco della femminilità non mediata.

## Orrore e trauma
Il paradosso del piacere vissuto attraverso film o libri dell'orrore può essere spiegato in parte come derivante dal sollievo dell'orrore della vita reale nell'esperienza dell'orrore rappresentato, e in parte come un modo sicuro per tornare nella vita adulta ai sentimenti paralizzanti di impotenza infantile.
L'impotenza è anche un fattore dell'esperienza schiacciante del vero orrore nel trauma psicologico. Rivivere il trauma in modo rappresentato, come nel teatro o nel cinema, ma anche in certe forme di psicoterapia, può essere un modo utile per superarlo.